# SS Tobruk
SS Tobruk – polski statek handlowy, drobnicowiec o napędzie parowym zbudowany w 1941 roku na zamówienie rządu brytyjskiego jako jeden ze statków typu Empire B, pod nazwą „Empire Builder”. W 1942 roku przekazany wraz z czterema innymi statkami tego typu rządowi polskiemu na uchodźstwie dla Polskiej Marynarki Handlowej. W służbie polskiej nazwa statku została zmieniona na „Tobruk” dla upamiętnienia polskiego wkładu w bitwę o Tobruk. Podczas II wojny światowej brał udział między innymi w dwóch konwojach arktycznych, w tym konwoju PQ-13, i został uszkodzony bombą w porcie w Murmańsku. Po wojnie od 1946 roku pływał z Polski, eksploatowany do roku 1967. Należał kolejno do armatorów: GAL, PLO i PŻM.

## Zamówienie i budowa
Polska Marynarka Handlowa, operująca podczas II wojny światowej z Wielkiej Brytanii, podejmowała od 1940 roku próby pozyskania nowych statków dla zastąpienia utraconych, lecz były one utrudnione z uwagi na wojnę i duży popyt na statki na świecie. Jako pierwszy zdołano zakupić w USA przestarzały statek „Paderewski”. Dopiero w 1941 roku polski rząd na uchodźstwie uzyskał zgodę na budowę jednego statku seryjnego typu wojennego Empire B w stoczni brytyjskiej (późniejszy „Bałtyk”). Na początku 1942 roku sytuacja uległa poprawie w związku z przyjęciem przez Wielką Brytanię programu Allied Replacement Scheme, ułatwiającego rządom państw sprzymierzonych nabywanie statków. Na jego podstawie zakupiono w 1942 roku dwa nowe statki: „Tobruk” i „Narwik”, a w kolejnym roku jeszcze dwa używane: „Białystok” i „Borysław”. Statki te nabywane były od rządu brytyjskiego przez rząd polski i przekazywane do eksploatacji armatorowi Gdynia–Ameryka Linie Żeglugowe (GAL). Wszystkie należały do standardowego typu wojennego Empire B, opracowanego pod kątem dużej nośności i dobrej technologiczności budowy z użyciem elementów prefabrykowanych, budowanego w dużej liczbie w różnych stoczniach brytyjskich. W polskiej służbie powszechnie określano je spolszczoną nazwą typu jako empajery.
SS „Tobruk” zbudowany został w stoczni William Gray & Co. Ltd. w West Hartlepool pod nazwą „Empire Builder”. Jego maszyna parowa wyprodukowana została przez zakład Central Marine Engine Works w tej samej stoczni. Statek zwodowany został 19 listopada 1941 roku. Jeszcze przed wejściem do eksploatacji, na początku 1942 roku statek został sprzedany polskiemu rządowi przez brytyjskie Ministerstwo Transportu Wojennego za 166 034 funtów. 30 stycznia 1942 roku został przekazany przez stocznię armatorowi GAL i objęty przez załogę, a 31 stycznia podniósł banderę, otrzymując nazwę „Tobruk”. Nazwa upamiętniała udział Samodzielnej Brygady Strzelców Karpackich w obronie twierdzy Tobruk w drugiej połowie 1941 roku. „Tobruk” był pierwszym ze statków Empire B w polskiej marynarce handlowej i w chwili wejścia do służby był największym i najnowszym polskim statkiem towarowym.

## Opis
Nośność „Tobruka” wynosiła 10 428 ton, a pojemność rejestrowa 7048 BRT i 4977 NRT. Powojenne dane wskazywały pojemność 7049 BRT i 4868 NRT. Długość wynosiła 136 metrów, szerokość 17,1 metra, a zanurzenie 8,2 metra. Napęd stanowiła trzycylindrowa maszyna parowa potrójnego rozprężania o mocy indykowanej 2500 KM, poruszająca jedną śrubę i zapewniająca osiąganie prędkości maksymalnej 10,5 węzła. Według innych źródeł, prędkość wynosiła 9,5 węzła. Kotły opalane były węglem.
Statki tego typu miały pięć ładowni i dwa pokłady. Ich architektura była klasyczna, tzw. trójwyspowa, z podwójnymi ładowniami na dziobie i rufie oraz centralną wyspą nadbudówek z siłownią z pojedynczym kominem na śródokręciu. Główna nadbudówka z mostkiem była oddzielona od siłowni trzecią ładownią, a wszystkie ładownie były wyposażone w bomy ładunkowe. Załoga w okresie powojennym liczyła 41 osób.
Środki ratunkowe podczas wojny stanowiły cztery łodzie i cztery blaszane tratwy. Podczas wojny, „Tobruk” był uzbrojony dla samoobrony według relacji w działo uniwersalne kalibru 102 mm (4 cale), działo przeciwlotnicze kalibru 76 mm (12-funtowe), automatyczne działo przeciwlotnicze Bofors 40 mm, cztery działka 20 mm Oerlikon i trzy karabiny maszynowe Marlin kalibru 7,62 mm.

## Służba

### Konwoje arktyczne (1942–1943)
„Tobruk” wszedł od razu do eksploatacji w czarterze brytyjskiej Administracji Transportu Wojennego. Pierwszym kapitanem został kapitan żeglugi wielkiej Bronisław Hurko. Po wejściu do służby, statek został w lutym załadowany w Middlesbrough sprzętem wojennym dla ZSRR dostarczanym w ramach pomocy Lend-Lease, w tym samolotami, czołgami, benzyną lotniczą, materiałami wybuchowymi i amunicją. 10 marca 1942 roku wyruszył w pierwszy rejs z Loch Ewe w konwoju arktycznym PQ-13 przez Islandię do Murmańska. Statek nie był należycie wyposażony do rejsów arktycznych, ściany kabin nie były oszalowane, lecz pokryte mielonym korkiem, a centralne ogrzewanie nie działało i pomieszczenia marynarskie ogrzewane były wstawianymi piecykami.
W dniach 25-26 marca 1942 roku silny sztorm i śnieżyca rozproszyły statki i okręty eskorty konwoju PQ-13 na zachód od Wyspy Niedźwiedziej. Osamotniony „Tobruk” doszedł bez przeszkód w pobliże Murmańska, lecz tam został 30 marca po godzinie 18:10 zaatakowany przez niemieckie bombowce Junkers Ju 88 i broniąc się zestrzelił jeden samolot i drugi prawdopodobnie. Został sam trafiony celną bombą, która jednak przebiła pokład, burtę nad wodą i wpadła do morza, wybuchając dopiero w wodzie, nie czyniąc większych szkód. Pod koniec „Tobruk” był osłaniany przez radziecki niszczyciel. 31 marca statek dotarł na redę Murmańska. 3 kwietnia wieczorem „Tobruk” wszedł do portu, lecz wkrótce po zacumowaniu, około godziny 20 został zbombardowany, i na skutek bliskiego wybuchu bomby, która rozerwała prawą burtę obok rufowych ładowni, osiadł rufą na dnie przy nabrzeżu (według innych źródeł, statek zbombardowano 4 kwietnia). Bomba wywołała też pożar, ugaszony przez napływ wody. Statek mimo to rozładowano z pomocą nurków, a 24 kwietnia podniesiono i odholowano, lecz z powodu tylko prowizorycznego załatania dziury drewnianym plastrem, osadzono następnie rufą na płyciźnie. Dzięki wysiłkom części załogi utrzymywano częściową pływalność statku, uznanego już za stracony, i odpompowywano wodę przeciekającą do maszynowni. Dopiero po kilku miesiącach, na skutek nacisków kapitana, wprowadzono statek do jedynego doku w mieście w celu naprawy. Postój statku, w targanym nalotami mieście i wielokrotnie uszkadzanym doku, trwał ponad 6 miesięcy. Jeden członek załogi zginął podczas nalotu na lądzie. Nie do końca naprawiony „Tobruk” wyszedł następnie 9 września do Archangielska, skąd między 13 września a 1 października wrócił z konwojem QP-14 z ładunkiem glinki do Wielkiej Brytanii. Podczas rejsu załoga zmagała się z przeciekami, powodowanymi przez wybuchy bomb głębinowych rzucanych przez eskortę. Konwój dotarł szczęśliwie do Loch Ewe, po czym statek został skierowany do gruntownego remontu w Graythorp (Hartlepool). Za walkę z samolotami wroga i ratowanie statku kapitan i członkowie załogi zostali odznaczeni 12 Krzyżami Walecznych, a kapitan został także odznaczony Orderem Imperium Brytyjskiego. Remont w doku ukończono 6 stycznia 1943 roku.
19 stycznia 1943 roku „Tobruk” przeszedł ponownie do Middlesbrough w celu załadunku sprzętem wojennym dla ZSRR. Wyruszył następnie w swoim drugim konwoju arktycznym JW-53. Mimo sztormów, które uszkodziły trzy łodzie i ładunek pokładowy, 27 lutego statki konwoju doszły na redę Murmańska. Z powodu obciążenia portu i nalotów lotnictwa, dopiero 12 marca „Tobruk” przystąpił do rozładunku. W maju statek przeszedł do Archangielska w celu załadunku glinki porcelitowej, lecz postój na redach radzieckich portów przeciągał się. Dopiero 1 listopada został wysłany w konwoju RA-54A do Wielkiej Brytanii, który dotarł do celu dwa tygodnie później bez strat. 19 grudnia 1943 roku nowym kapitanem statku został Adam Fiedorowicz.

### Morze Śródziemne i konwoje atlantyckie (1944–1946)
Na początku 1944 roku „Tobruk” został wysłany z wód brytyjskich na Morze Śródziemne, kursując tam między portami włoskimi, Port Saidem, Aleksandrią i Oranem. Wziął następnie udział w drugim rzucie transportu wojsk podczas inwazji w południowej Francji. 22 sierpnia wypłynął w tym celu z Neapolu z transportem sprzętu i wojska, który rozładowano 25 sierpnia w Saint-Tropez, po czym w drugim rejsie z Neapolu dowiózł 21 września sprzęt do Tulonu, a 26 września żołnierzy do Marsylii. Pod koniec października „Tobruk” wyszedł z konwojem do Freetown. Stamtąd 6 grudnia powrócił w konwoju SL-178 z ładunkiem rudy żelaza na wody brytyjskie.
W styczniu 1945 roku „Tobruk” wyszedł z konwojem transatlantyckim do Halifaxu w Kanadzie, powracając w lutym, w trudnych warunkach sztormowych. W marcu popłynął w kolejnym konwoju transatlantyckim do Baltimore, gdzie trafił do remontu. Po zakończeniu wojny w Europie w dalszym ciągu statek pływał pod kontrolą alianckiej organizacji żeglugowej United Maritime Authority, na potrzeby wojny z Japonią, odbywając między innymi rejs z Nowego Jorku do Valletty na Malcie i z powrotem.
W związku z przejęciem nadzoru nad armatorem GAL przez Tymczasowy Rząd Jedności Narodowej w kraju, 10 września 1945 roku zszedł ze statku kapitan Fiedorowicz i większość załogi, po czym 27 września statek objął kapitan Jerzy Lewandowski. 30 listopada statek skierowano do remontu w Glasgow i rozbrojono. „Tobruk” odbył jeszcze trzy rejsy atlantyckie na rzecz United Maritime Authority, przy czym 28 stycznia 1946 roku ponownie objął go kapitan Bronisław Hurko.

### Po wojnie
Po wojnie statek pozostał pod polską banderą pod tą samą nazwą, w barwach przedwojennego armatora Gdynia–Ameryka Linie Żeglugowe (GAL). 21 czerwca 1946 roku „Tobruk” przypłynął po raz pierwszy do Polski, zawijając do Gdyni pod kapitanem Hurką, przywożąc z Nowego Jorku prawie 7,5 tysiąca ton darów pomocy UNRRA. W dalszym ciągu statek służył pływając z Polski, transportując różne ładunki, zarówno na różnych liniach regularnych, jak i w trampingu oceanicznym (m.in. przewożąc w 1947 roku węgiel z Durbanu do Adenu, na Oceanie Indyjskim). W styczniu 1950 roku „Tobruk” płynął pod balastem, z Savony do Rotterdamu, gdy w Zatoce Biskajskiej dopadł go silny sztorm, spychający statek na skalisty brzeg. Statek, ustawiony bokiem do fali, utracił sterowność, a jego przechyły dochodziły do 40 stopni. Kapitanem wówczas był Stanisław Kubin, który zdecydował, aby rozpiąć na topenancie bomu rufowego masztu ładunkowego żagiel, uszyty w ciągu ośmiu godzin na pokładzie z brezentowych pokryw ładowni. Tym sposobem załoga uratowała „Tobruk”, który ustawił się dziobem do fali i odzyskał sterowność.
Od początku 1951 roku, po podziale GAL, statek wszedł w skład floty Polskich Linii Oceanicznych (PLO) w Gdyni. Był w tym roku czarterowany przez ZSRR, razem z bliźniaczym „Narwikiem”, transportując drewno z syberyjskiego portu Igarka na Dalekiej Północy. 22 maja 1954 roku idący do Gdyni z ładunkiem śledzi w beczkach statek wszedł na mieliznę koło Kopenhagi, z której musiał być ściągany przez holownik, po częściowym rozładowaniu. Od 16 listopada 1954 roku do marca 1955 roku „Tobruk” pracował jako statek-baza dla radzieckiej flotylli rybackiej koło Wysp Owczych i wyspy Jan Mayen. W sierpniu 1955 roku „Tobruk” zainaugurował stałą linię z Polski do portów Indonezji; dowodził nim wówczas kapitan Tadeusz Dumania. W 1960 roku z kolei zainaugurował linię z Gdyni do Hawany na Kubie, po czym w marcu 1961 roku przeszedł na linię indyjską. W 1965 roku zaczął pływać na linii indyjsko-australijskiej.

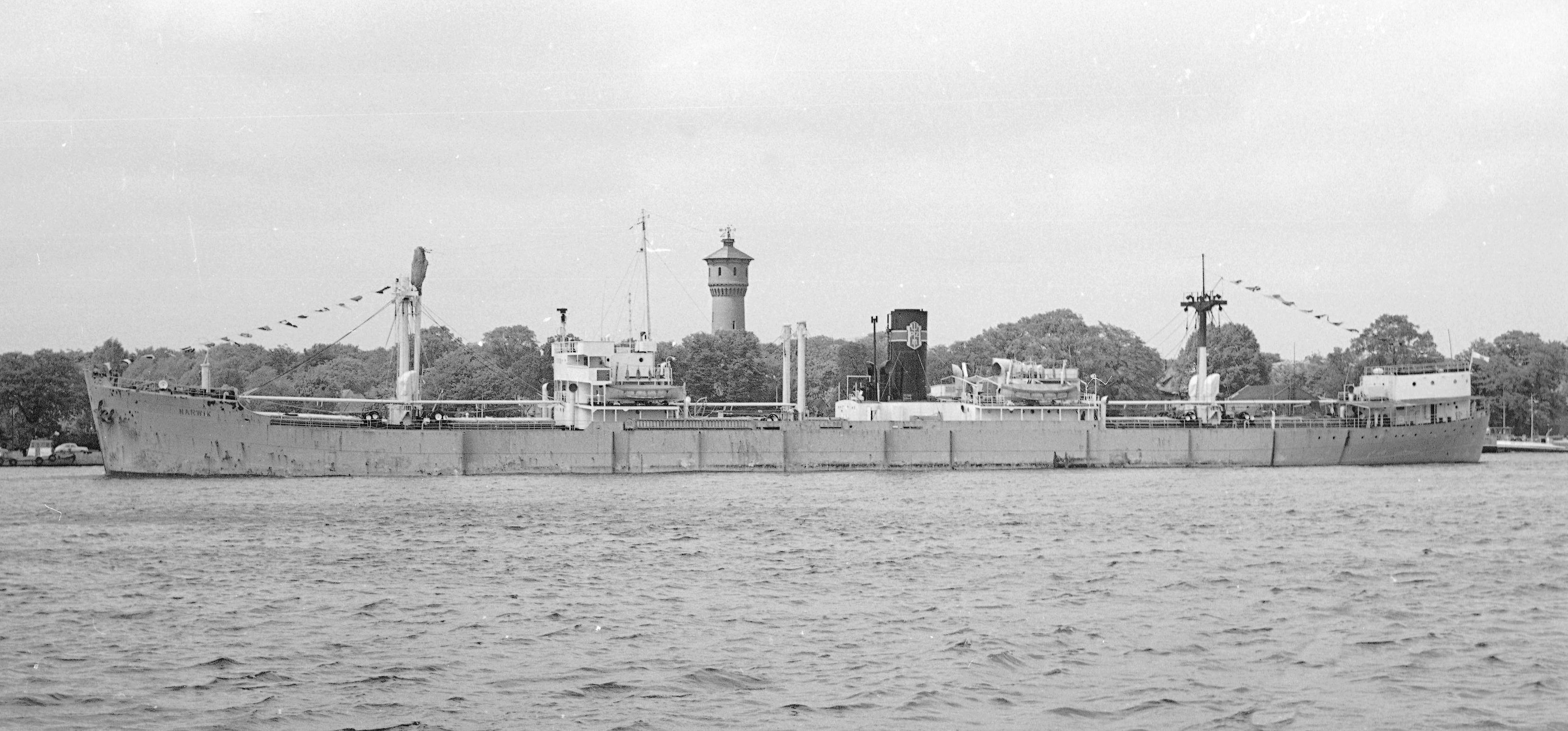
Bliźniaczy „Narwik” w 1969 roku

23 czerwca 1967 roku statek został przekazany przez Polskie Linie Oceaniczne do innego państwowego armatora Polskiej Żeglugi Morskiej, zmieniając port macierzysty na Szczecin. Służył początkowo dalej w trampingu, lecz z uwagi na zużycie, już w listopadzie tego samego roku został skreślony z listy statków PŻM i oddany na złom. Według niektórych źródeł, służył jeszcze krótko jako magazyn. Do czerwca 1968 roku ukończono jego złomowanie w Gdańskiej Stoczni Remontowej.
Historia „Tobruka” w latach wojny została sfabularyzowana w książce S.S. Tobruk – w konwojach śmierci Jana Kazimierza Sawickiego z roku 1990.